# Flavi Merobaudes
|  | Per a altres significats, vegeu «Merobaudes (militar)». |

Flavi Merobaudes, en llatí Flavius Merobaudes, fou un poeta suposadament hispanoromà i cristià, que apareix a la col·lecció de Fabricius amb trenta hexàmetres anomenats De Christo, recollits de l'obra de "Merobaudis Hispanici Scholastici", que va treure, segons diu, d'un manuscrit molt antic.
La base d'una estàtua trobada a Roma el 1812 o 1813 al fòrum Ulpià porta una llarga inscripció en honor de Flavi Merobaudes que declara que fou igual en valentia que en saviesa, capaç de fer gran coses i de celebrar les dels altres, capaç de portar l'espasa i la ploma, i un valent i experimentat soldat. Aquesta estàtua fou erigida al fòrum el 29 de juliol del 435. Uns palimpsests del monestir de Saint Gall, trobats molt mutilats, li han estat atribuïts, cosa potser confirmada en un escrit de Sidoni Apol·linar que fa referència a aquesta estàtua.